# Edificio de la Cervecería Brahma
El antiguo Edificio de la Cervecería Brahma es un edificio histórico de la ciudad de Porto Alegre, Brasil. Se ubica en la Avenida Cristóvão Colombo en el barrio de Floresta. Originalmente perteneció a la Cervecería Bopp Irmãos, luego a la Cervecería Continental y de esta a la Cervecería Brahma. Hoy forma parte del "Shopping Total".

## Historia del edificio
El edificio está vinculado a la historia de la industria cervecera de Porto Alegre que comenzó con la inauguración de la primera fábrica de cerveza en 1873, propiedad de Frederico Cristofell. En los años siguientes, varias otras empresas del sector se instalaron en la ciudad, entre ellas la Cervejaria Bopp, fundada en 1881, que comenzó a funcionar en la rúa Voluntários da Pátria. La bibliografía cita el año de inicio de la construcción como 1910, y la fecha de inauguración como el 27 de octubre de 1911. Sin embargo, hay dos fechas inscritas en la fachada: 1911 y 1914.
Con la desaparición de la mayoría de las cervecerías en años posteriores, las restantes Bopp, Sassen y Ritter, que contaban con equipos más modernos y competitivos, se fusionaron el 1 de julio de 1924 para formar la Cervecería Continental que se trasladó al edificio con toda su maquinaria. En 1946, la empresa fue adquirida por Cervejaria Brahma, con sede en Río de Janeiro. Se mantuvo en actividad hasta 1998, cuando la fábrica se trasladó a Viamão y todo el complejo fue comprado por el grupo Correio do Povo y gestionado por la empresa Unicenter, del grupo Porto Shop, que instaló allí un centro comercial.
En 1999 los edificios de fermentación, calderas y oficinas, así como la chimenea, fueron catalogados por el municipio y están inscritos en el Libro de los Registros con el número 58.